# OTI 1994
La XXIII edición del Gran Premio de la Canción Iberoamericana o Festival de la OTI fue celebrada por tercer año consecutivo en el Teatro Principal de Valencia, España, en los días 14 y 15 de octubre de 1994. Sus presentadores fueron Ana Obregón y el cantante valenciano Francisco, quien repitió la tarea por segundo año consecutivo. Este año, al igual que en 1991, el certamen se realizó en dos jornadas, semifinal y final, para la que se clasificaron 12 de los 24 países participantes.

## Desarrollo
Entre los 24 intérpretes concursantes repitieron participación, varios de ellos como el costarricense Ricardo Padilla y del peruano Rocky Belmonte (quien logró el tercer premio ex-aequo en 1988), pero no lograron clasificarse para la final del concurso, del mismo modo que tampoco lo consiguió Uruguay, en esta ocasión representado por la cantante de tangos Laura Canoura. Se destacó también el enésimo fracaso de Guatemala, que esta vez concursó con el místico tema "Sor Juana Inés y el ángel", original de Álvaro Aguilar, e interpretado Noris Barrios, que pese a figurar entre las participaciones favoritas, tampoco se clasificó entre las 12 canciones finalistas.
Tomando parte por la República Dominicana en donde estuvo la intérprete de música caribeña Míriam Cruz (ex-componente de Las Chicas del Can), quien finalmente ocupó la 4ª posición con "Agua de sal", del autor Manuel Jiménez.
La chilena María Inés Naveillán, muy conocida en su país durante las décadas setenta y ochenta, pues ocupó el 9º puesto tras cantar "La vida va", obra de su marido, Luis Poncho Venegas, logrando representar a Chile tras una polémica preselección. 
Entre tanto México presentó la canción llamada "Rompe el cristal", obra de Carlos Muñoz y J. M. Frías, defendida el grupo Fuga de Goya (originarios de Sinaloa), que en ese entonces estaba compuesto por Carlos Muñoz (voz y guitarra), Rafa Rodríguez (bajo), Nacho Rettally (teclados), Edgardo Pérez (batería) y David Espinosa (percusiones). Consiguieron el 5º lugar, convirtiéndose en el primer grupo de Pop-Rock presente en la historia del festival.
Digna la mención fue también la participación de Bolivia, ya que logró la mejor posición de su historia de la mano de Gilka Gutiérrez, quien interpretó la balada "Para poder hablar de amor", creada por Edwin Castellanos. Su meritorio 6º puesto final incluyó la máxima puntuación de uno de los miembros del jurado.
Por su parte, Portugal se hizo con la 7ª plaza con "Eu quero um planeta azul", cantada por Mafalda Sacchetti, quien es la hija de Paulo de Carvalho, quien ya había representado al país luso en el festival de la OTI 1977; y también es nieta de Rosa Lobato de Faria, quien es la letrista de esta canción cuya música fue compuesta por João Mota Oliveira.
También destacó la representación de Cuba, con el bolero "Amor y cadenas", compuesto e interpretado por el cantautor invidente Osvaldo Rodríguez, que obtuvo el 9º puesto (empatado con la representante chilena).
Esta edición del festival fue dirigida por el productor televisivo José Luis Moreno, destacando a Lola Flores como artista invitada. Mención aparte se mereció la votación de la finalísima, ya que al igual que en 1988, fue abierta, dándose a conocer anónimamente las puntuaciones de cada miembro del jurado. Su desarrollo fue apasionante gracias al "Toma y Daca" que se produjo entre Argentina y España. El país del tango finalmente logró la victoria con 31 votos, gracias a "Canción Despareja", que es una intimista balada interpretada por la soprano Claudia Carenzio, compuesta por el músico de Jazz Pocho Lapouble, siendo la letra original de su esposa, la poetisa Bibi Albert. En 2009, tras el fallecimiento de su marido y en el radiofónico programa español Arte de estrellas (del periodista Miguel Polo Jimena), la autora declaró que fue ella quien se empeñó en participar con una de sus letras, convenciendo a su marido Pocho Papouble para que compusiese una nueva melodía y orquestación en donde se pueda integrarse su especial prosa; así fue como surgió la canción ganadora. No obstante, en el concurso, la canción se inscribió solo a nombre de Bibi para evitar inconvenientes, ya que Pocho Lapouble estaba de gira musical y prefirió dejar todo en manos de su mujer.
El segundo premio se recayó en España, quien logró los 28 votos con "Cuestión de suerte", tema de Chema Purón cantado por la valenciana Ana María González, hermana del tenor valenciano Francisco, quien fue el ganador del festival OTI en 1981 y 1992, así como el presentador en esta edición y en la anterior de 1993. Por último, el tercer premio se lo llevó Venezuela, quien consiguió los 16 votos presentando la canción "Enfurecida", composición de Joel Leonardo y cantada por Luis Silva. Posteriormente, esta canción se hizo famosa al convertirse en la sintonía de la exitosa telenovela Pura sangre.

## Participantes
| País                  | Título de la canción         | Título de la canción         |
| País                  | Artista                      | Idioma                       |
| --------------------- | ---------------------------- | ---------------------------- |
| Antillas Neerlandesas | «Libre»                      | «Libre»                      |
| Antillas Neerlandesas | Boy Thode                    | Español                      |
| Argentina             | «Canción despareja»          | «Canción despareja»          |
| Argentina             | Claudia Carenzio             | Español                      |
| Bolivia               | «Para poder hablar de amor»  | «Para poder hablar de amor»  |
| Bolivia               | Gilka Gutiérrez              | Español                      |
| Brasil                | «Mulher»                     | «Mulher»                     |
| Brasil                | Zé Renato                    | Portugués                    |
| Chile                 | «La vida va»                 | «La vida va»                 |
| Chile                 | María Inés Naveillán         | Español                      |
| Colombia              | «Quiero saber»               | «Quiero saber»               |
| Colombia              | Jorge Hernán Baena           | Español                      |
| Costa Rica            | «Como vino se fue»           | «Como vino se fue»           |
| Costa Rica            | Ricardo Padilla              | Español                      |
| Cuba                  | «Amor y cadenas»             | «Amor y cadenas»             |
| Cuba                  | Oswaldo Rodríguez            | Español                      |
| Ecuador               | «Temperatura baja»           | «Temperatura baja»           |
| Ecuador               | Felipe y Francisco Terán     | Español                      |
| El Salvador           | «Tu, solo tú»                | «Tu, solo tú»                |
| El Salvador           | Claudia Basagoitia           | Español                      |
| España                | «Cuestión de suerte»         | «Cuestión de suerte»         |
| España                | Ana María González           | Español                      |
| Estados Unidos        | «Ganas de gritar»            | «Ganas de gritar»            |
| Estados Unidos        | Héctor Galaz                 | Español                      |
| Guatemala             | «Sor Juana Inés y el ángel»  | «Sor Juana Inés y el ángel»  |
| Guatemala             | Noris                        | Español                      |
| Honduras              | «Espera hasta que den las 3» | «Espera hasta que den las 3» |
| Honduras              | Delma Adriana Reyes          | Español                      |
| México                | «Rompe el cristal»           | «Rompe el cristal»           |
| México                | Fuga de Goya                 | Español                      |
| Nicaragua             | «La sombra del sol»          | «La sombra del sol»          |
| Nicaragua             | Álvaro Villagra              | Español                      |
| Panamá                | «Mi ciudad»                  | «Mi ciudad»                  |
| Panamá                | Armando Valdivieso           | Español                      |
| Paraguay              | «Tierra herida»              | «Tierra herida»              |
| Paraguay              | Cristina Vera Díaz           | Español                      |
| Perú                  | «Mía»                        | «Mía»                        |
| Perú                  | Rocky Belmonte               | Español                      |
| Portugal              | «Eu quero um planeta azul»   | «Eu quero um planeta azul»   |
| Portugal              | Mafalda Sacchetti            | Portugués                    |
| Puerto Rico           | «Lo que toca vivir»          | «Lo que toca vivir»          |
| Puerto Rico           | Jessica Cristina             | Español                      |
| República Dominicana  | «Con agua de sal»            | «Con agua de sal»            |
| República Dominicana  | Miriam Cruz                  | Español                      |
| Uruguay               | «Tus sentidos»               | «Tus sentidos»               |
| Uruguay               | Laura Canoura                | Español                      |
| Venezuela             | «Enfurecida»                 | «Enfurecida»                 |
| Venezuela             | Luis Silva                   | Español                      |

## Resultados
</FONT

| #                                          | País                  | Artista(s)               | Canción                    | Posición | Puntos |
| ------------------------------------------ | --------------------- | ------------------------ | -------------------------- | -------- | ------ |
| 1                                          | Nicaragua             | Álvaro Villagra          | La sombra del sol          | SF       |        |
| 2                                          | Puerto Rico           | Jessica Cristina         | Lo que toca vivir          | SF       |        |
| 3                                          | Argentina             | Claudia Carenzio         | Canción despareja          | 1º       | 31     |
| 4                                          | Brasil                | Zé Renato                | Mulher                     | 11º      | 0      |
| 5                                          | Honduras              | Delma Adriana Reyes      | Espera hasta que den las 3 | SF       |        |
| 6                                          | México                | Fuga de Goya             | Rompe el cristal           | 5º       | 9      |
| 7                                          | Perú                  | Rocky Belmonte           | Mía                        | SF       |        |
| 8                                          | Cuba                  | Oswaldo Rodríguez        | Amor y cadenas             | 9º       | 3      |
| 9                                          | Guatemala             | Noris                    | Sor Juana Inés y el ángel  | SF       |        |
| 10                                         | Chile                 | María Inés Naveillán     | La vida va                 | 9º       | 3      |
| 11                                         | Estados Unidos        | Héctor Galaz             | Ganas de gritar            | 11º      | 0      |
| 12                                         | Colombia              | Jorge Hernán Baena       | Quiero saber               | SF       |        |
| 13                                         | Panamá                | Armando Valdivieso       | Mi ciudad                  | SF       |        |
| 14                                         | Ecuador               | Felipe y Francisco Terán | Temporada baja             | 7º       | 6      |
| 15                                         | Portugal              | Mafalda Sacchetti        | Eu quero um planeta azul   | 7º       | 6      |
| 16                                         | República Dominicana  | Miriam Cruz              | Con agua de sal            | 4º       | 10     |
| 17                                         | Antillas Neerlandesas | Boy Thode                | Libre                      | SF       |        |
| 18                                         | Costa Rica            | Ricardo Padilla          | Como vino se fue           | SF       |        |
| 19                                         | Bolivia               | Gilka Gutiérrez          | Para poder hablar de amor  | 6º       | 8      |
| 20                                         | El Salvador           | Claudia Basagoitia       | Tú, sólo tú                | SF       |        |
| 21                                         | Paraguay              | Cristina Vera Díaz       | Tierra herida              | SF       |        |
| 22                                         | Venezuela             | Luis Silva               | Enfurecida                 | 3º       | 16     |
| 23                                         | Uruguay               | Laura Canoura            | Tus sentidos               | SF       |        |
| 24                                         | España                | Ana María González       | Cuestión de suerte         | 2º       | 28     |
| Lugar: Teatro Principal - Valencia, España |                       |                          |                            |          |        |

## Miembros del jurado internacional
Los miembros del jurado internacional fueron los siguientes:
| País        | Jurado            |
| ----------- | ----------------- |
| Puerto Rico | José Feliciano    |
| Venezuela   | Simón Díaz        |
| España      | Rosita Amores     |
| México      | Rafael Basurto    |
| Brasil      | Jayme Marques     |
| España      | Rafael Beltrán    |
| España      | Orquesta OTI 1994 |
| Portugal    | Mario Quelas      |